# Феофан (Трофимович)
Теофан (в миру Федір Трофимович; початок XVIII — 1736, Мгарський монастир, Мгар, Лубенський район) — письменник і вчений; закінчив Києво-Могилянську академію і з 1727 року викладав у ній піїтику. Ігумен Лубенського Мгарського монастиря.

## Біографія
Освіту здобув у Києво-Могилянській академії, яку закінчив 1725 року.
Прийняв чернечий постриг. 1727–1729 викладав піїтику у Києво-Могилянській академії.
Як вважають деякі дослідники, зокрема Михайло Грушевський, Теофан є автором драми «Милость Божія…». Це єдина, що дійшла до нас, шкільна драма, створена на історичних матеріалах. Дослідники вважають «Милость Божію…» одним із найвидатніших творів XVIII століття за реалізм у зображенні подій. Богдан Хмельницький виступає тут як вождь українського народу, його поводир у боротьбі за волю, захисник народних мас, покровитель освіти й культури. Монологи драми насичені фактичним матеріалом історичного минулого й сучасності. У творі автор широко використовує народну творчість — пісні, колядки, прислів'я тощо й козацькі літописи, які допомогли йому в осмисленні Національно-визвольної війни українського народу середини XVII століття й характеристиці історичних постатей.
З 1730 року Трофимович — член Київської консисторії.
З 1733 — ігумен Лубенського Мгарського монастиря, 1736 отримав призначення на посаду ректора Московської слов'яно-греко-латинської академії, але через хворобу там не працював.
Поховано Трофимовича у Лубенському Мгарському Спасо-Преображенському монастирі.

## Архіви
- IP НБУВ, ф. Грушевського М., спр. 1205, Х-4867.